# Овація (Стародавній Рим)
Ова́ція (лат. ovatio) — нижча форма тріумфу (малий тріумф) в Стародавньому Римі. Овації присуджувалися Сенатом воєначальникам у випадку, коли їхня перемога не була частиною офіційно оголошеної війни, коли ворог вважався малозначним (пірати, раби) або коли конфлікт був урегульований без кровопролиття і небезпеки для армії. 
Слово ovatio походить від ovo («ликую»). Проте, іноді його помилково виводять від ovis («вівця»), пов'язуючи зі звичаєм  приносити вівцю у пожертву під час церемонії.
Полководцю, який отримав овацію, вручали миртовий вінок (corona ovalis, corona myrtea), на відміну від полководця-тріумфатора, якому вручався лавровий. Воєначальники, удостоєні овації, на відміну від тріумфаторів, не в'їжджали до Рима на колісницях, запряжених двома білими кіньми. Вони просто урочисто входили до міста у білій тозі із пурпуровими смужками (командувачі тріумфу одягали повністю пурпурову тогу із золотим шиттям) і як вдячність Юпітеру за свою перемогу приносили в жертву вівцю (лат. ovis).